# Petrolândia (kommun i Brasilien, Pernambuco)
Petrolândia är en kommun i Brasilien.   Den ligger i delstaten Pernambuco, i den östra delen av landet, 1 300 km nordost om huvudstaden Brasília. Antalet invånare är 32 485. Arean är 1 057 kvadratkilometer.
Terrängen i Petrolândia är kuperad åt sydost, men åt nordväst är den platt.
Omgivningarna runt Petrolândia är huvudsakligen savann. Runt Petrolândia är det ganska glesbefolkat, med 21 invånare per kvadratkilometer.